# Hermann Pister
Hermann Pister, född 21 februari 1885 i Lübeck, död 28 september 1948 i Landsberg am Lech, var en tysk Oberführer. Han var 1939–1941 kommendant för koncentrationslägret Hinzert och 1942–1945 kommendant för koncentrationslägret Buchenwald, där 56 500 människor mördades eller avled till följd av sjukdomar, svält eller hårt arbete.
Efter andra världskriget dömdes Pister år 1947 till döden vid Buchenwaldrättegången. Han avled dock i en hjärtinfarkt innan straffet hann verkställas.